# 赵晖 (五代)
赵晖（887年—954年），五代时后唐、后晋、后汉、后周将领。字重光，澶州（今河南濮阳）人。
赵晖弱冠时因为骁勇果敢应募，习武善骑射，勇力过人，隶属于唐庄宗李存勗帐下。与后梁经过百余战，因作战勇敢，立功转任马直军使。同光年间，跟随魏王李继岌破前蜀，受命分统所部，统兵南戍边陬。唐明宗即位，征他还朝授禁军指挥使。石敬瑭灭唐，建立后晋，赵晖参掌禁军，跟随从马全节攻安陆，辅佐杜重威战宗城。累功封奉国指挥使。开运三年（946年），契丹灭晋，赵晖激愤，与部将王宴等驱逐契丹所命官吏，攻下陕州。刘知远建立后汉，任命他为保义军节度使、陕虢等州观察处置使等。乾祐二年（949年），改为凤翔节度使，同中书门下平章事。平定王景崇之乱有功，加检校太保兼侍中。郭威建立后周，赵晖入京授归德军节度使，加中书令，以太子太师致仕之职告退，封为秦国公。显德元年（954年）去世。